# Eredivisie (vrouwenhandbal) 2004/05
De Lucardi Eredivisie is de hoogste afdeling van het Nederlandse handbal bij de vrouwen op landelijk niveau. In het seizoen 2004/2005 werd Hellas landskampioen. VZV degradeerde naar de Eerste divisie.

## Teams
| Club                  | Plaats                  | Provincie     |
| --------------------- | ----------------------- | ------------- |
| FIQAS/Aalsmeer        | Aalsmeer                | Noord-Holland |
| AAC 1899              | Arnhem                  | Gelderland    |
| Hoeve de Aar/BFC      | Beek                    | Limburg       |
| Rabobank/E&O          | Emmen                   | Drenthe       |
| Hellas                | Den Haag                | Zuid-Holland  |
| Dijkoraad/Kwiek       | Raalte                  | Overijssel    |
| NEA                   | Ouderkerk aan de Amstel | Noord-Holland |
| Van der Voort Quintus | Kwintsheul              | Zuid-Holland  |
| Zeeman Vastgoed/SEW   | Nibbixwoud              | Noord-Holland |
| OpenLine/V&L          | Geleen                  | Limburg       |
| De Volewijckers       | Amsterdam               | Noord-Holland |
| VZV                   | 't Veld                 | Noord-Holland |

## Reguliere competitie
| Pos | Club                  | Wed | W  | G | V  | Ptn | DV  | DT  | +/−  | Opmerking                           |
| --- | --------------------- | --- | -- | - | -- | --- | --- | --- | ---- | ----------------------------------- |
| 1   | Hellas                | 22  | 19 | 0 | 3  | 38  | 733 | 526 | +207 | Gekwalificeerd voor kampioenspoule  |
| 2   | OpenLine/V&L          | 22  | 19 | 0 | 3  | 38  | 642 | 463 | +179 | Gekwalificeerd voor kampioenspoule  |
| 3   | Zeeman Vastgoed/SEW   | 22  | 18 | 0 | 4  | 36  | 613 | 471 | +142 | Gekwalificeerd voor kampioenspoule  |
| 4   | Van der Voort Quintus | 22  | 15 | 0 | 7  | 30  | 540 | 432 | +108 | Gekwalificeerd voor kampioenspoule  |
| 5   | NEA                   | 22  | 10 | 0 | 12 | 20  | 515 | 536 | −21  | Gekwalificeerd voor kampioenspoule  |
| 6   | FIQAS/Aalsmeer        | 22  | 9  | 1 | 12 | 19  | 532 | 559 | −27  | Gekwalificeerd voor kampioenspoule  |
| 7   | De Volewijckers       | 22  | 8  | 0 | 14 | 16  | 508 | 546 | −38  | Gekwalificeerd voor degradatiepoule |
| 8   | VZV                   | 22  | 8  | 0 | 14 | 16  | 477 | 560 | −113 | Gekwalificeerd voor degradatiepoule |
| 9   | AAC 1899              | 22  | 7  | 0 | 15 | 14  | 510 | 597 | −87  | Gekwalificeerd voor degradatiepoule |
| 10  | Dijkoraad/Kwiek       | 22  | 6  | 1 | 15 | 13  | 491 | 597 | −106 | Gekwalificeerd voor degradatiepoule |
| 11  | Rabobank/E&O          | 22  | 6  | 1 | 15 | 13  | 478 | 594 | −116 | Gekwalificeerd voor degradatiepoule |
| 12  | Hoeve de Aar/BFC      | 22  | 5  | 1 | 16 | 11  | 470 | 598 | −128 | Gekwalificeerd voor degradatiepoule |

## Nacompetitie

### Degradatiepoule

#### 1e ronde

##### Degradatiegroep A
| Pos | Club            | Wed | W | G | V | Ptn | DV  | DT  | +/− | Opmerking               |
| --- | --------------- | --- | - | - | - | --- | --- | --- | --- | ----------------------- |
| 1   | Rabobank/E&O    | 4   | 3 | 0 | 1 | 6   | 103 | 95  | +8  |                         |
| 2   | AAC 1899        | 4   | 2 | 0 | 2 | 4   | 87  | 87  | 0   |                         |
| 3   | De Volewijckers | 4   | 1 | 0 | 3 | 2   | 92  | 100 | −8  | Spelen tegen degradatie |

##### Degradatiegroep B
| Pos | Club             | Wed | W | G | V | Ptn | DV  | DT  | +/− | Opmerking               |
| --- | ---------------- | --- | - | - | - | --- | --- | --- | --- | ----------------------- |
| 1   | Dijkoraad/Kwiek  | 4   | 3 | 0 | 1 | 6   | 112 | 95  | +17 |                         |
| 2   | Hoeve de Aar/BFC | 4   | 3 | 0 | 1 | 6   | 102 | 100 | +2  |                         |
| 3   | VZV              | 4   | 0 | 0 | 3 | 0   | 87  | 106 | −19 | Spelen tegen degradatie |

#### 2e Ronde
| 1 mei 2005 | De Volewijckers | 30 − 15 | VZV |

| 8 mei 2005 | VZV | 17 − 28 | De Volewijckers |

VZV degradeerde uit de Eredivisie, De Volewijckers speelt Best of Two tegen winnaar Nacompetitie Eerste Divisie

##### Best of Two
- Axias/Tachos winnaar van Nacompetitie Eerste Divisie.

| 21 mei 2005 | Axias/Tachos | 16 − 33 | De Volewijckers |

| 28 mei 2005 | De Volewijckers | 29 − 17 | Axias/Tachos |

De Volewijckers blijft in de Eredivisie. 

### Kampioenspoule

#### Eerste ronde

##### Kampioensgroep A
| Pos | Club                | Wed | W | G | V | Ptn | DV  | DT  | +/− | Opmerking                    |
| --- | ------------------- | --- | - | - | - | --- | --- | --- | --- | ---------------------------- |
| 1   | Hellas              | 4   | 3 | 0 | 1 | 6   | 116 | 85  | +21 | Geplaatst voor Best of Three |
| 2   | Zeeman Vastgoed/SEW | 4   | 3 | 0 | 1 | 6   | 110 | 90  | +20 |                              |
| 3   | NEA                 | 4   | 0 | 0 | 4 | 0   | 79  | 120 | −41 |                              |

##### Kampioensgroep B
| Pos | Club                  | Wed | W | G | V | Ptn | DV  | DT  | +/− | Opmerking                    |
| --- | --------------------- | --- | - | - | - | --- | --- | --- | --- | ---------------------------- |
| 1   | OpenLine/V&L          | 4   | 3 | 0 | 1 | 6   | 121 | 80  | +41 | Geplaatst voor Best of Three |
| 2   | Van der Voort Quintus | 4   | 3 | 0 | 1 | 6   | 105 | 76  | +29 |                              |
| 3   | FIQAS/Aalsmeer        | 4   | 0 | 0 | 4 | 0   | 59  | 129 | −70 |                              |

#### Best of Three
| 1 mei 2005 | Hellas | 21 − 24 | OpenLine/V&L | Hellashal, Den Haag |
| 1 mei 2005 |        |         |              | Hellashal, Den Haag |
| 1 mei 2005 |        |         |              | Hellashal, Den Haag |

| 7 mei 2005 | OpenLine/V&L | 18 − 19 | Hellas | Glanerbrook, Geleen |
| 7 mei 2005 |              |         |        | Glanerbrook, Geleen |
| 7 mei 2005 |              |         |        | Glanerbrook, Geleen |

| 10 mei 2005 | Hellas | 20 − 19 | OpenLine/V&L | Hellashal, Den Haag |
| 10 mei 2005 |        |         |              | Hellashal, Den Haag |
| 10 mei 2005 |        |         |              | Hellashal, Den Haag |

## Topscorers
Eindstand per 27 februari 2005.
| Pos | Naam                 | Gls | Club                  |
| --- | -------------------- | --- | --------------------- |
| 1   | Maura Visser         | 232 | Hellas                |
| 2   | Eva Overbeek         | 175 | FIQAS/Aalsmeer        |
| 3   | Joyce Dollee         | 170 | VZV                   |
| 4   | Marinda van Cappelle | 149 | Van der Voort Quintus |
| 5   | Gerike Mulder        | 118 | Rabobank/E&O          |
| 6   | Jolien Zwijnenberg   | 112 | Dijkoraad/Kwiek       |
| 7   | Marleen Schouten     | 111 | Zeeman Vastgoed/SEW   |
| 7   | Kim Abedoelhafiezkan | 111 | De Volewijckers       |
| 9   | Bianca Rikers        | 107 | OpenLine/V&L          |
| 10  | Cindy van Houtem     | 106 | OpenLine/V&L          |

## Beste handbalsters van het jaar
Het NHV en de handbalwebsite Handbalstartpunt organiseerde in dit seizoen de verkiezingen van de beste handballers en handbalsters van 2004/2005. De winnaars konden gekozen worden middels het uitbrengen van stemmen door handbalvolgers.
| Nr. | Handbalster van het jaar                             | Keepster van het jaar                             | Talent                                |
| --- | ---------------------------------------------------- | ------------------------------------------------- | ------------------------------------- |
| 1.  | Maura Visser Hellas 1.023 punten                     | Bettine Spaans Hellas 707 punten                  | Willemijn Karsten Zeeman Vastgoed/SEW |
| 2.  | Irina Pusic OpenLine/V&L 456 punten                  | Tessa Vijverberg Van der Voort Quintus 632 punten |                                       |
| 3.  | Natasja Burgers De Volewijckers 242 punten           | Rianne Schwanen OpenLine/V&L 569 punten           |                                       |
| 4.  | Edwina Hofstaetter Zeeman Vastgoed/SEW 216 punten    | Inge Roelofs Zeeman Vastgoed/SEW 555 punten       |                                       |
| 5.  | Eva Overbeek FIQAS/Aalsmeer 162 punten               | Peggy Viergever Van der Voort Quintus 544 punten  |                                       |
| 6.  | Aemy Visser AAC 1899 153 punten                      |                                                   |                                       |
| 7.  | Babette Zonneveld Zeeman Vastgoed/SEW 150 punten     |                                                   |                                       |
| 8.  | Inge Stet Hellas 149 punten                          |                                                   |                                       |
| 9.  | Sylvia Zwarthoed De Volewijckers 143 punten          |                                                   |                                       |
| 10. | Marinda van Capelle Van der Voort Quintus 138 punten |                                                   |                                       |